# Aubert Aycelin de Montaigut
Aubert Aycelin de Montaigut était un religieux du moyen Âge tardif qui fut évêque de Clermont au XIVe siècle. C'est sous son épiscopal que le diocèse de Clermont a été fractionné avec la création du diocèse de Saint-Flour.

## Biographie
Aubert est le neveu de Jean Aycelin de Montaigut, évêque de Clermont de 1298 à 1301. La famille Aycelin de Montaigut était une vieille famille noble d'Auvergne issue de la région de Billom. Il fut chanoine de Clermont et archidiacre de Chartes. 
En 1304, après la mort de l’évêque Pierre de Cros, le siège de l’évêché de Clermont reste vacant pendant un an. Le chapitre finit par élire le frère Prêcheur Bernard de Ganniac à la tête de l’évêché alors que le chanoine Jean Farges, qui prétendait en avoir le pouvoir, nomme Rolland, un prévôt du Chapitre. Le conflit est porté devant le pape Clément V qui annule l'élection de Bernard ; il met ensuite Aubert Aycelin sur le siège épiscopal car Rolland s'était désisté. Le pape écrit au roi pour qu’il lui remette les droits de régale et c’est le 18 novembre 1308 qu’Aubert peut réellement prendre possession de ses droits. 
En 1309 il est désigné par le pape pour participer au comité d’information sur les Templiers et en 1311 il assiste au concile de Vienne. C’est cette même année qu’il fait procéder à la translation des reliques de saint Alyre. Ses relations avec le Chapitre sont conflictuelles. Il meurt à Billon en 1328. 